# Indignidad nacional
Indignidad nacional (en francés: indignité nationale) fue un delito establecido en Francia por la ordenanza de 26 de agosto de 1944, durante el período de purgas que siguió al final de la Segunda Guerra Mundial. Era un delito gravísimo cometido por un militar o civil durante la ocupación nazi y sancionado con la llamada degradación nacional, dictada por los tribunales especiales que se establecieron en ese período. Este delito fue derogado por la amnistía de 1951. El mariscal Pétain fue el único Jefe de Estado francés declarado culpable de indignidad nacional y condenado en consecuencia.

## Elementos constitutivos del delito
Según la ordenanza de 26 de diciembre de 1944, cometía delito quien tuviera:

«postérieurement au 16 juin 1940, soit sciemment apporté en France ou à l'étranger une aide directe ou indirecte à l'Allemagne ou à ses alliés, soit porté atteinte à l'unité de la Nation ou à la liberté des Français, ou à l'égalité entre ceux-ci»
Ordenanza de 26 de diciembre de 1944.

La pertenencia a determinados partidos o movimientos (Milice française, LVF, Partido Popular Francés, etc.), la participación en determinados actos (manifestaciones a favor de Alemania o de sus doctrinas) o el ejercicio de determinadas funciones (cargos superiores en los servicios de propaganda, en la Comisión General de Asuntos Judíos, etc.) se inscriben dentro del delito de indignidad nacional.

## Procedimiento

### Jurisdicciones competentes
La calificación jurídica del hecho de indignidad nacional puede ser establecida accesoriamente (menos a menudo principalmente) por un Tribunal Superior de Justicia o por los Tribunales de Justicia competentes para los actos de colaboración creados por la ordenanza de 26 de diciembre de 1944 y que funcionan como tribunales "evaluadores", sin posibilidad de recurso: o por las salas cívicas adscritas a los tribunales de justicia, por actos de colaboración no perseguibles penalmente por el derecho común. La acción penal podría suspenderse si el condenado hubiera sido rehabilitado como consecuencia de acciones de guerra o de resistencia.

### Retroactividad
La parte explicativa ilustra las razones políticas que respaldan la retroactividad de la medida.

Les agissements criminels des collaborateurs de l’ennemi n’ont pas toujours revêtu l’aspect de faits individuels caractérisés susceptibles de recevoir une qualification pénale précise, aux termes d’une règle juridique soumise à une interprétation de droit strict ; ils ont souvent composé une activité antinationale répréhensible en elle-même. Par ailleurs, les sanctions disciplinaires qui écartent les fonctionnaires indignes de l’administration laissent en dehors de leur champ d’application les autres catégories sociales. Or, il est aussi nécessaire d’interdire à certains individus diverses fonctions électives économiques ou professionnelles qui donnent une influence politique à leurs titulaires que d’en éliminer d’autres des cadres administratifs. Le concept d’indignité nationale […] répond à l’idée suivante : tout Français qui, même sans enfreindre une règle pénale existante, s’est rendu coupable d’une activité antinationale caractérisée s’est déclassé; il est un citoyen indigne dont les droits doivent être restreints dans la mesure où il a méconnu ses devoirs. Une telle discrimination juridique entre les citoyens peut paraître grave, car la démocratie répugne à toute mesure discriminatoire. Mais le principe d’égalité devant la loi ne s’oppose pas à ce que la nation fasse le partage des bons et des mauvais citoyens à l’effet d’éloigner des postes de commandement et d’influence ceux des Français qui ont méconnu l’idéal et l’intérêt de la France. La question de la non-rétroactivité ne doit pas se poser à propos de l’indignité nationale. Il ne s’agit pas en effet de prononcer une peine afflictive ou même privative de liberté, mais d’édicter une déchéance. Le système de l’indignité nationale ne trouve pas sa place sur le terrain de l’ordre pénal proprement dit; il s’introduit délibérément sur celui de la justice politique où le législateur retrouve son entière liberté
Justificación que acompaña a la ordenanza de 26 de diciembre de 1944.

En efecto, la retroactividad desoía el principio de legalidad y el artículo 8 de la Declaración de los Derechos del Hombre y del Ciudadano. Los juristas de la Resistencia francesa como René Cassin o Léon Julliot de La Morandière (presidente de la comisión para la reforma del código civil en junio de 1945) creían que las disposiciones del código penal no podían interpretarse ampliamente y justificaban esta retroactividad con un triple argumento: el crimen representa un castigo más leve que la pena de muerte impuesta por los delitos de inteligencia con el enemigo y de "lesa nación" (el equivalente republicano del crimen de lesa majestad); sanciona actos desconocidos para la tradición republicana; la acusación es temporal, ya que el crimen sólo puede ser juzgado seis meses después de la liberación total del territorio fijada el 8 de mayo de 1945 y solo hasta la amnistía de 1951.

### Recursos
El recurso ante el Tribunal Supremo por vulneración de derechos esenciales de la defensa (el recurso no tiene carácter suspensivo).

### Pena
La indignidad nacional se castigaba con la pena de "degradación nacional", perpetua o temporal (más de cinco años). La degradación nacional implica el exilio de los condenados y forma parte de las penas aflictivas e ignominiosas, que se encuentran a medio camino entre las penas leves y la pena capital. Consiste en la pérdida de numerosos derechos:
- Electorado activo y pasivo;
- exclusión de la Función pública o semipública;
- degradación en las fuerzas armadas y pérdida del derecho a llevar condecoraciones;
- exclusión de funciones directivas en empresas, bancos, prensa y radio, de todas las funciones en sindicatos y organizaciones profesionales, de profesiones jurídicas, de la enseñanza, del periodismo, del Instituto de Francia ;
- Prohibición de poseer o portar armas.

El tribunal también tenía la facultad de prohibir al condenado la estancia en el territorio y la confiscación parcial o total de sus bienes. También se suspendió el pago de las cotizaciones sociales (jubilación).

## Personas condenadas de 1944 a 1951
Hubo 50.223 casos de degradación nacional en primera instancia (3.578 en los tribunales y 46.645 en las salas cívicas) y 3.184 sentencias suspendidas "por actos de resistencia". En total, casi 55.000 personas fueron condenadas a degradación nacional como castigo principal o auxiliar, lo que la convirtió en la pena más aplicada entre 1944 y 1951.  Entre los condenados se encontraban: Philippe Pétain, Pierre Laval, Charles Maurras y Louis-Ferdinand Céline.
La norma dejó de utilizarse tras la amnistía del 5 de enero de 1951. 

## Uso después de 1951
El delito de indignidad nacional se aplicó durante la Guerra de Argelia contra quienes habían causado daño "a la unidad de la nación o a la libertad de los franceses, o a la igualdad entre ellos".
Tras los ataques de enero de 2015, el presidente François Hollande barajó la posibilidad de restituir la pena de indignidad nacional como acusación contra los ciudadanos franceses que contribuyeran a una empresa terrorista. Sin embargo, la proposición fue llevada a la Asamblea Nacional por el diputado de la UMP, Philippe Meunier, en noviembre de 2014. Después de varias críticas, fue retomado por Nathalie Kosciusko-Morizet y Anne Hidalgo, por Jean-Christophe Cambadélis y Claude Bartolone . Marine Le Pen se expresó en la dirección opuesta.  Autor de un informe parlamentario sobre la cuestión presentado el 25 de marzo de 2015, el diputado del PS Jean-Jacques Urvoas se declaró partidario de la "degradación republicana" en lugar de la indignidad nacional.
Citando al historiador del Derecho Jean-Louis Halpérin, propuso ampliar al terrorismo la cadena perpetua revisable ya prevista para los asesinatos con violación o tortura de un menor de quince años o en una banda organizada, combinándola con una pena relativa a los derechos civiles y miembros de la familia y con exclusión del acceso a determinadas profesiones. 